# Catherine Davydzenka
Catherine Davydzenka, née le 2 mai 1998 à Paris, est une actrice française.
Elle apparaît pour la première fois au cinéma dans le film de Lisa Azuelos Mon bébé, en 2019. Elle est notamment connue grâce à son rôle d'Hortense Rochemont depuis 2020, dans la série télévisée Ici tout commence.

## Biographie

### Enfance et formation
Catherine Davydzenka naît le 2 mai 1998 à Paris,, dans une famille d'origine biélorusse de Moscou et de Minsk. Elle s’intéresse depuis toujours au jeu d’acteur et commence donc le théâtre à l'âge de 11 ans.  En 2016 elle obtient son baccalauréat scientifique et décide de s'inscrire en faculté de médecine. Elle quitte cependant l'université au bout de deux années pour se concentrer sur sa carrière d'actrice,.    

### Carrière
Passionnée par la scène, Davydzenka commence à faire du théâtre à l'âge de onze ans,. Elle intègre une compagnie qui lui permet de jouer des pièces dans des langues différentes. Ainsi, en 2013, elle joue le rôle d'Inès en langue espagnole dans Inès du Portugal. En 2014, elle campe Sganarelle en anglais dans Don Juan. En 2015, et toujours en anglais, elle joue Pénélope dans Ithaque. Elle suit en parallèle des cours de danse mais est contrainte d'arrêter après un accident de voiture. A l'âge de douze ans, elle commence à jouer dans différents courts-métrages amateurs. En 2016, elle fait ses premiers pas à la télévision et campe le rôle d'Olga dans la série télévisée Les Raclures, réalisé par Matthieu Gauthier.
En 2018, Catherine Davydzenka joue dans la pièce de théâtre de Richard Simon Tout le monde s'aime trop, qui se produit au théâtre Clavel, à Paris,. En 2019, elle apparaît pour la première fois au cinéma dans le film Mon bébé, une comédie dramatique de Lisa Azuelos. Au cours de cette même année, on la retrouve également dans La Vérité si je mens ! Les débuts, de Michel Munz et Gérard Bitton. En 2020, elle rejoint le casting d'Ici tout commence, un feuilleton de Coline Assous diffusé sur TF1,, dans lequel elle se fait connaître du grand public en incarnant le personnage d'Hortense Rochemont,. Toujours en 2020, elle apparaît dans la série Le Bureau des légendes d'Éric Rochant, où elle incarne la guide d'un musée en langue anglaise.
En parallèle de ses activités au théâtre, au cinéma et à la télévision, Catherine Davydzenka fait du mannequinat. Elle a notamment posé pour Yves Saint-Laurent et Franck Provost.

### Vie privée
Depuis 2024, elle est en couple avec l'acteur Stéphane Blancafort, rencontré lors du tournage d'Ici tout commence,.

## Filmographie
Sauf indication contraire ou complémentaire, les informations mentionnées dans cette section proviennent de la base de données IBDb.

### Cinéma

#### Longs métrages
- 2019 : Mon bébé, de Lisa Azuelos : l'escort-girl
- 2019 : La Vérité si je mens ! Les débuts, de Michel Munz et Gérard Bitton

### Télévision

#### Séries télévisées
- 2016 : Les Raclures, de Matthieu Gautier : Olga (1 épisode)
- 2017 : Like me (2 épisodes)
- 2020 : Le Bureau des légendes, d'Éric Rochant : la guide du musée (1 épisode)
- 2020 - 2025 : Ici tout commence, de Coline Assous : Hortense Rochemont (rôle principal, 513 épisodes)
- 2024 : Becoming Karl Lagerfeld, d'Isaure Pisani-Ferry, Raphaëlle Bacqué et Jennifer Have : mannequin/prostituée (1 épisode)
- 2024 : Disparition inquiétante, de Johanne Rigoulot : Cindy (épisode 07)

## Théâtre
- 2013 : Inès de Portugal, de João Aguiar : Inès
- 2014 : Don Juan, de William Shakespeare : Sganarelle
- 2015 : Ithaque, de Botho Strauss : Pénélope
- 2018 : Tout le monde s'aime trop, de Richard Simon : Florence (Théâtre Clavel)